# Cimon Pantaillon
Cimon (Simon) Pantaillon, född omkring 1731 i Frankrike, död 1776 i Stockholm, var en fransk-svensk hovciselör.
Pantaillon kom till Sverige tillsammans med sin far hovciselören Pierre Pantaillon 1754. Båda var anlitade som ciselörer vid det pågående slottsbygget i Stockholm. Han återvände efter något års arbete till Frankrike för vidare utbildning. Han återkom till Stockholm 1756 och etablerade sig som fri mästare. Han erhöll 1757 privilegium att starta en fabrik för försilvring av mässing och efter något år sysselsatte han tre gesäller och en lärogosse. Pantaillon räknas som den första i Sverige som framställde arbeten av argent haché. Pantaillon år representerad vid Nationalmuseum i Stockholm.